# Ferrari 126 C
Ferrari 126C je bil Ferrarijev prvi dirkalnik Formule 1 s turbo motorjem. Dizajnirala sta ga Mauro Forghieri in Harvey Postlethwaite, uporabljali pa so ga med sezonama 1982 in 1983.

## Razvoj in dirke

### Ferrari 126C
Ferrari 126C je bil narejen kot zamenjava za zastarelega 312T, ki so ga uporabljali že od sezoni 1975. Šasija je bila podobna, toda manjši V6 turbo motor je bolj sodil v koncept aerodinamike ground effect in je pomenil boljši paket. Motor je imel dvojni KKK turbo motor in je proizvajal okoli 600 KM za kvalifikacije, na dirkah pa do 550 KM. Dirkalnik se je izkazal kot zelo hiter, toda Gilles Villeneuve je upravljanje označil kot zelo slabo. Motor je imel velik turbo zamik, ki ji pokvaril uravnoteženost šasije. Skupaj s trdim vzmetenjem je dirkalnik silil iz ovinkov, preden ga je podtlak potisnil nazaj na stezo. Stranski efekt tega je bil, da so bili dirkači izpostavljeni še večjim G-silam kot pri Williams FW07 ali Brabham BT49, poleg tega pa je dirkalnik še preveč obrabljal pnevmatike. Vožnja s tem dirkalnikom je bila za dirkače zelo težka.
Dirkalnik je bil prvič preizkušen na Veliki nagradi Italije 1980, ko se je izkazal za močno hitrejšega od šasije 312T5, ki jo je moštvo uporabljalo in jo je imel raje Gilles Villeneuve, čeprav je imela omejitve pri vodljivosti. Zgodnja nezanesljivost je pokopala Villeneuvove upe na naslov v sezoni 1981, toda uspelo mu je zmagati v Monaku in Španiji, poleg tega pa je dosegel še več uvrstitev na stopničke. Zaradi težke vodljivosti je bil Ferrari 126C najboljši na hitrih stezah kot so bile Hockenheim, Silverstone, Monza in Österreichring.

### Ferrari 126C2
S prihodom Harveya Poselthwaita in kompletno prenovitvijo dirkalnika za sezono 1982 si je moštvo lahko veliko obetalo. Turbo motor je bil razvit in zanesljiv. 126C2 je bila prva Ferrarijeva prava šasija iz enega kosa, kar je močno izboljšalo vodljivost. Villeneuve in Didier Pironi sta na testiranjih postavljala rekordne čase in si veliko obetala pred štartom sezone. Nato je prišla kontroverzna dirka za Veliko nagrado San Marina, ko Pironi ni upošteval moštvenih ukazov in je Villeneuvu ukradel zmago. Že na naslednji dirki za Veliko nagrado Belgije pa se je Villeneuve smrtno ponesrečil. Pironi se je nato hudo ponesrečil na Veliki nagradi Nemčije in se je moral upokojiti, kljub temu pa je Ferrari v sezoni 1982 osvojil konstruktorski naslov. Dirkalnik 126C2 so med sezono še izboljševali z novimi krilci, aerodinamiko in povečanjem moči motorja na 650 KM med kvalifikacijami in 600 KM med dirko.

### Ferrari 126C3
Za sezono 1983 je bilo uvedeno obvezno ravno dno dirkalnikov in Ferrari 126C3 je bil temu prilagojen. Za povečan podtlak je Poselthwaite razvil veliko toda učinkovito zadnje krilce, ki je nadomestilo približno 50% izgubljenega podtlaka, motor pa so razvili do 700KM. Patrick Tambay in René Arnoux sta skupaj osvojila štiri zmage in se borila za naslov, ki sta ga zaradi nezanesljivosti dirkalnika v drugem delu sezone izgubila, osvojili pa so še tretji konstruktorski naslov zapored.

### Ferrari 126C4
Sezono 1984 ni bila tako uspešna, saj je moštvo McLaren zgradilo zelo uspešen dirkalnik MP4/2, ki je bil mnogo boljši od Ferrarija 126C4, in je tisto sezono dominiral. Michele Alboreto je osvojil edino zmago, Ferrari pa je končal na drugem mestu v prvenstvu.
Ferrari 126C je skupaj osvojil 10 zmag, 10 najboljših štartnih položajev in 260.5 prvenstvene točke.